# 에르마노스 로드리게스 서킷
그란 프레미오 테카테는 멕시코 멕시코시티의 오토드로모 헤르마노스 로드리게스 서킷에서 열린 챔프카 월드 시리즈의 한 라운드였다. 1980년에 처음 개최되었으며, 대회 첫 2년 동안은 챔피언십의 두 번째 라운드였다. 2002년에 다시 시작된 후, 이 라운드는 시즌 종료 라운드였다. 2007 시즌의 두 번째 라운드였지만, 그랑프리 애리조나 대회가 취소되면서 최종 라운드가 되었다.